# 列塔瓦
48°54′25″N 26°18′51″E / 48.90694°N 26.31417°E
列塔瓦（烏克蘭語：Летава），是烏克蘭西部的村莊，隸屬赫梅利尼茨基州的卡緬涅茨-波多利斯基區。該村處於列塔夫卡河畔，始建於1415年，面積4.35平方公里，海拔高度264米。